# Darcy Kuemper
Darcy Kuemper (ur. 5 maja 1990 w Saskatoon, Saskatchewan, Kanada) – kanadyjski hokeista, reprezentant Kanady.

## Kariera
- Red Deer Rebels (2008-2011)
- Minnesota Wild (2011-2017)
  -  Houston Aeros (2011-2013)
  -  Iowa Wild (2013-2015)
- Los Angeles Kings (2017-2018)
- Arizona Coyotes (2018-2021)
  -  Tucson Roadrunners (2019/2020)
- Colorado Avalanche (2021-2022)
- Washington Capitals (2022-)

W 2021 przeszedł do Colorado Avalanche. Od lipca 2022 zawodnik Washington Capitals.
Uczestniczył w turniejach mistrzostw świata edycji 2018, 2021.

## Sukcesy
Reprezentacyjne
- Złoty medal mistrzostw świata: 2021

Klubowe
- Puchar Stanleya: 2022 z Colorado Avalanche

Indywidualne
- Western Hockey League (2010/2011):
  - Four Broncos Memorial Trophy - najlepszy zawodnik sezonu
  - Del Wilson Trophy - bramkarz sezonu